# Kuri-galzu II.
Kuri-galzu II. regierte von 1332 bis 1308 v. Chr., in den Quellen als Kurigalzu ṣicḫru (=der jüngere oder der junge) bezeichnet, war ein König von Babylonien aus der kassitischen (Kaššu) Dynastie. Er führte den Titel „König der Gesamtheit“ (Šar kissati).
Die Synchronistische Geschichte berichtet von einem Sieg Enlil-niraris in Sugagi am Tigris über Kuri-galzu II., bei dem jener sein ganzes Lager erbeutet habe.
Kuri-galzu II. führte auch Krieg gegen Subartu und Elam unter dem König Ḫurpatila. Möglicherweise war es Kurigalzu II., der Elam verwüstete und Susa selbst einnahm. Der historische Zusammenhang spricht aber dafür, entsprechende Quellen dem gleichnamigen Vorfahr Kurigalzu I. zuzuordnen, der das kassitisch-babylonische Reich auf einen Höhepunkt führte und die neue Hauptstadt Dur Kurigalzu baute (ca. 1390 v. Chr.). Eine Statue aus Susa trägt die Inschrift „Kurigalzu, der König der Gesamtheit, der Susa und Elam geschlagen und Marḫaši vertilgt hat.“ Auch eine Weiheinschrift aus dem Enlil-Tempel in Nippur berichtet von dem Sieg über Elam. Eine Achat-Platte, die Dungi geweiht war, hatte der elamische König Kutir-Nahhunte III. einst erbeutet und nach Susa gebracht, wo sie Kuri-galzu seinerseits erbeutete und in Nippur an Enlil weihte.
Aus seiner Regierungszeit sind ca. 150 Wirtschaftstexte und einige Votiv-Texte, oft auf kleinen Stein-Objekten überliefert.